# Praseodímio
O praseodímio (do grego prasios, "verde", e didymos, "gêmeo") é um elemento químico de símbolo Pr e número atômico 59 (59 prótons e 59 elétrons) com massa atómica 140,9 u que à temperatura ambiente se encontra no estado sólido. Faz parte do grupo das terras raras, ocorrendo naturalmente nos minerais monazita e bastnasita. Foi isolado em 1885, pelo químico austríaco barão Carl Auer von Welsbach, a partir do didímio.
O praseodímio é usado para produzir ligas metálicas de alta resistência térmica e mecânica utilizadas em componentes de motores de avião e de filamentos para lâmpadas de projetores cinematográficos. É também usado na produção de metal Misch para pedras de isqueiros.

## Características principais
O praseodímio é um elemento metálico prateado, macio pertencente aos lantanídios. É mais resistente a corrosão no ar do que o európio, lantânio, cério ou o neodímio, porém desenvolve um óxido verde que reveste o metal quando exposto ao ar, expondo o metal ainda mais a oxidação. Por essa razão, o praseodímio deve ser armazenado imerso em óleo mineral ou selado em plástico ou vidro.

## Aplicações
- Em adição com o magnésio para produzir ligas metálicas de alta resistência usados em motores de aviões.
- O praseodímio é usado como núcleo nas lâmpadas de arco de carbono para a indústria cinematográfica, para iluminação de estúdios e projetores.
- Compõem o metal Misch na quantidade de 5% para a produção de pedras de ignição de isqueiros.
- Compostos de praseodímio são usados para colorir em amarelo vidros e esmaltes.
- O praseodímio é um componente do didímio , usado em vidros para a fabricação de óculos de proteção.

## História
O nome praseodímio é proveniente do grego prasios ( "verde" ) e didymos ( "gêmeo" ).
Em 1841, Mosander extraiu a terra rara "didímio" da lantana. Em 1874, Per Teodor Cleve concluiu que o didímio era, de fato, uma mistura de dois elementos diferentes. Em 1879, Lecoq de Boisbaudran isolou uma nova terra rara , samário, do didímio obtido do mineral samarskita. Em 1885, o químico austríaco barão C. F. Auer von Welsbach separou do didímio dois elementos químicos, o praseodímio e o neodímio, cujos sais apresentam colorações diferentes. O elemento metálico foi isolado relativamente puro em 1931.

## Ocorrência
O praseodímio é encontrado em minerais terras raras como a monazita e a bastnasita. O praseodímio pode ser recuperado da monazita ou bastnasita pelo processo de troca de íons. O praseodímio também é componente , em torno de 5%, do metal Misch.
Os mais importantes depósitos de monazita são encontradas nos Estados Unidos (Idaho-Montana e Flórida) , Brasil, Austrália, África do Sul e Índia. A bastnasita é encontrado principalmente na Califórnia ( Estados Unidos ).

## Compostos
Os principais compostos de praseodímio são:
- Fluoretos: Fluoreto de praseodímio II (PrF2) , Fluoreto de praseodímio III ( PrF3 ), Fluoreto de praseodímio IV ( PrF4 ).
- Cloretos: Cloreto de praseodímio III (PrCl3)
- Brometos: Brometo de praseodímio III ( PrBr3) , Brometo de praseodímio ( Pr2Br5 ).
- Iodetos: Iodeto de praseodímio II (PrI2) , Iodeto de praseodímio III ( PrI3 ) , Iodeto de praseodímio (Pr2I5).
- Oxidos: Óxido de praseodímio IV (PrO2), Óxido de praseodímio III ( Pr2O3 )
- Sulfetos: Sulfeto de praseodímio II (PrS) , Sulfeto de praseodímio III ( Pr2S3 )
- Selenetos: Seleneto de praseodímio II (PrSe)
- Teluretos: Telureto de praseodímio II (PrTe) , Telureto de praseodímio III ( Pr2Te3 ).
- Nitretos: Nitreto de praseodímio (PrN)

## Isótopos
O praseodímio natural é composto de um único isótopo estável, o Pr-141.
38 radioisótopos foram caracterizados, sendo os mais estáveis o Pr-143 com uma meia-vida de 13,57 dias e o Pr-142 com uma meia-vida de 19,12 horas. Todos os demais isótopos radioativos apresentam meias-vida abaixo de 5,985 horas e, a maioria destes, com menos de 33 segundos. O elemento contém também 6 isótopos metaestáveis, sendo os mais estáveis o Pr-138m ( meia-vida de 2,12 horas ), o Pr-142m ( meia-vida de 14,6 minutos ) e o Pr-134m ( meia-vida de 11 minutos ).
As massas atômicas dos isótopos de praseodímio variam de 120,955 u ( Pr-121 ) até 158,955 u ( Pr-159 ). O primeiro modo de decaimento antes do isótopo estável, Pr-141, e a captura eletrônica, e o primeiro modo após é a emissão beta menos. Os primeiros produtos de decaimento antes do Pr-141 são os isótopos do elemento 58 ( cério ) e os primeiros produtos após o Pr-141 são os isótopos do elemento 60 ( neodímio.

## Precauções
Como todas as terras raras, o praseodímio apresenta de moderada a baixa toxicidade. Não apresenta nenhum papel biológico conhecido.